# Chloroclystis callinda
Chloroclystis callinda är en fjärilsart som beskrevs av Holloway 1979. Chloroclystis callinda ingår i släktet Chloroclystis och familjen mätare. Inga underarter finns listade i Catalogue of Life.